# قنصل (دبلوماسي)

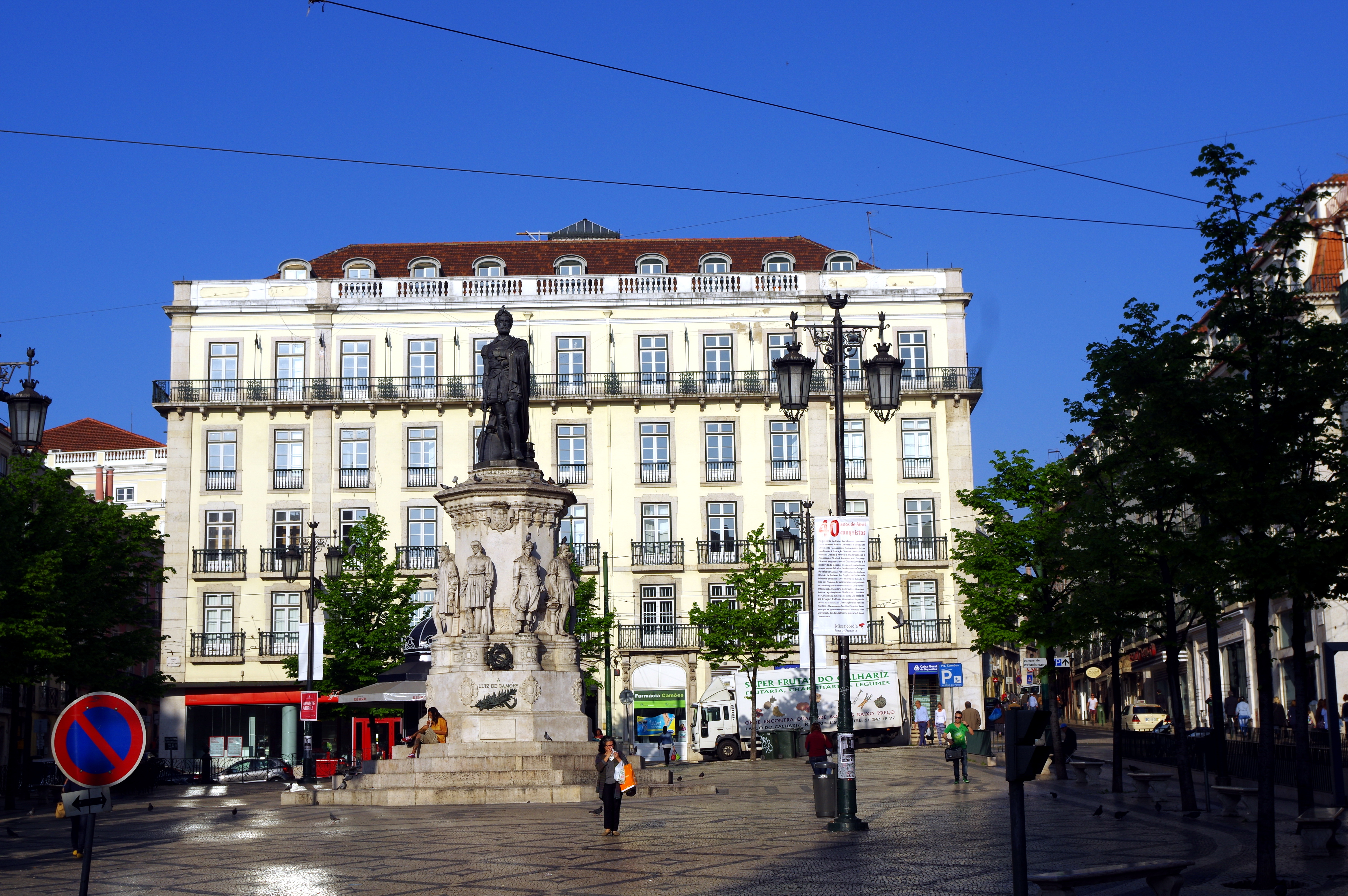

القنصل هو دبلوماسي تُرسله حكومة بلاده إلى دولة أخرى لرعاية مصالح البلاد والحقوق والمصالح الشرعية لمواطني البلاد ومن يتمتعون بشخصية اعتبارية عائدة لها وبحصانة دبلوماسية كاملة. أمّا القنصلية فهى هيئة عمل القنصل؛ حيثُ تفتح السفارات عادة القسم القنصلي وتخصص موظفين دبلوماسيين لإدارة الشؤون القنصلية أو يتولون مناصب القناصل.

## مسؤليات القنصل
ووفقا لنصوص معاهدة فيينا للعلاقات فللقنصل مسؤوليات تشملُ النواحي التالية: 
1. دفع تنمية العلاقات بين الدولة الموفدة والدولة المقيم فيها. إحدى المسؤوليات الهامة للقناصل هي توسيع الاتصالات وزيادة التبادل الودي مع الحكومات المحلية ومختلف أوساط المجتمع للدولة المضيفة والقيام بأعمال الإعلام الخارجي على نطاق واسع باستخدام مختلف الطرق المشروعة والتعريف بأحوال تنمية البلاد في مختلف المجالات والتعرف على أحوال الدولة المضيفة فيها مثل الاقتصاد والتجارة والعلوم والتكنولوجيا والثقافة والتعليم وغيرها باتخاذ جميع الوسائل الشرعية وتقديم تقرير بشأن ذلك إلى حكومة بلاده. يعملُ القنصل على تعزيز التعارف ودفع تطوير علاقات الصداقة والتعاون بين بلاده والدول الأخرى.
2. حماية الحقوق والمصالح الشرعية لمواطني البلاد وشخصياتها الاعتبارية. ويتمتعُ المواطنون بحق الحصول على الحماية من قنصل بلادهم وعندما تتعرض الحقوق والمصالح الشرعية للمواطنون للاعتداء أو التمييز أو المعاملة غير العادلة مثل سلامة الأرواح والممتلكات يتعيّنُ على القنصل أن يتخذ كل الإجراءات اللازمة لحمايتهم ويجري الاتصالات الضرورية بالجهات المعنية ومن ضمنها المطالبة بمعاقبة المجرمين والاعتذار وتعويض الخسائر وعدم تكرار الحوادث وإلغاء الإجراءات غير المعقولة وغيرها. وإذا اعتُقل وسُجن مواطن أو سلبت حريته بطرق أخرى فيحق له مقابلة القنصل أو الاتصال به ويحق للقنصل زيارة هذا المواطن.
3. إصدار جوازات السفر والتأشيرات حيثُ يقوم القنصل بإصدار وتجديد وإعادة إصدار الوثائق الشخصية لمواطني بلاده وإصدار التأشيرات إلى الأجانب الذين يذهبون أو يمرون ببلاده.
4. يكونُ القنصل مسجلا مدنيا وموثوقا به فمهمة الموظف القنصلي في مجالي الشؤون المدنية والشؤون القضائية تشمل عادة قبول طلبات الحصول على الجنسيات وتسجيل الزواج والولادة والوفاة لمواطني بلاده ويصدر القنصل وثائق أو شهادات يستعملها مواطنو بلاده داخل البلاد أو خارجها ويصدر شهادات يستعملها الأجانب داخل البلاد ويوثق التوقيع والختم على الشهادات التي أصدرتها الدوائر المعنية في بلاده أو الدولة المقيم فيها لتأكيد صلاحياتها القانونية.
5. مسؤوليات القنصل تشمل أيضًا معالجة شؤون المواريث من مواطني بلاده وتسليم وثائق قضائية ووثائق قضائية مكتوبة باللغات الاجنبية أو وثائق محضر التحقيق لتنفيذ التكليف وكتاب التكليف من محكمة بلاده لتحقيق الملابسات والادلة.
6. مهمة متعلقة بالسفن والطائرات والقطارات. يحقُ للقنصل مراقبة وتفتيش السفن والطائرات والقطارات والسيارات ووسائل المواصلات الأخرى لبلاده وتقديم المساعدات اللازمة إليها وخاصة عندما تعرض عليها إجراءات اجبارية تتخذها الدولة المضيفة يجب عليها أن تبلغ القنصل لطلب الحماية القنصلية.

## مسؤوليات أخرى
لا يؤدى القنصل المهام القنصلية التي تنص عليها المعاهدات الدولية التي تشترك بلاده فيها واتفاقيات ثنائية وقعتها بلاده فحسب، بل يؤدي أعمالًا أخرى تفوضه بلاده لأداءها في حالة عدم معارضة الدولة المضيفة ويدير الشؤون الدبلوماسية في ظل الظروف المعنية أو يؤدي مهمة قنصل نيابة عن دولة ثالثة. يتولى الموظف القنصلي مسؤوليات كثيرة نيابة عن الدوائر الحكومية فيتصل بالمواطنين اتصالا وثيقا وتتصل الحكومة عادة بالمواطنين المقيمين في الدول الأجنبية عبر الموظف القنصلي.

## القنصل الفخري
القنصل الفخري هو من يقوم بوظيفة القنصل عن الدولة في مناطق ليس لها فيها تمثيل دبلوماسي، كثيرا ما يكون القنصل الفخري من التجار وأصحاب الأعمال الحرة، فتصبح القنصلية الفخرية إضافة إلى عمله الأصلي، وقد يكون القنصل الفخري لا يحمل جنسية الدولة التي يمثلها، وقد يعمل بدون أجر على منصبه.